# 青山 (弘前市)
青山（あおやま）は、青森県弘前市の地名。郵便番号は036-8062。

## 地理
国道7号弘前バイパス沿線の神田の裏手に位置し、宮園と同様に県営住宅のほか新興住宅地を擁し、大規模な住宅街を形成。一丁目から五丁目まであり、北は向外瀬、東は神田、南は八幡町、南から南西にかけて宮園、西は向外瀬一-四丁目に接する。

## 世帯数と人口
2023年（令和5年）7月1日現在の世帯数と人口は以下の通りである。
| 丁目       | 世帯数    | 人口    |
| ---------- | --------- | ------- |
| 青山一丁目 | 400世帯   | 765人   |
| 青山二丁目 | 252世帯   | 517人   |
| 青山三丁目 | 253世帯   | 538人   |
| 青山四丁目 | 228世帯   | 510人   |
| 青山五丁目 | 240世帯   | 521人   |
| 計         | 1,373世帯 | 2,851人 |

## 施設

### 教育
- すみれ乳児保育園
- 弘前市立北小学校

### 医療
- 八幡町クリニック
- 相原内科小児科医院
- おおはしクリニック
- おの接骨院
- あべ歯科医院
- 清歯科医院
- 青山のむら皮膚科

### 福祉
- NPOケアリバイブ介護相談支援センター
- 有料老人ホームカーサ青山
- デイサービスセンターひなたスマイルパーク

### 商業
- ユニバース堅田店
- ハッピー・ドラッグ弘前堅田店

（旧：スーパー佐藤長堅田店）
- 東京書店弘前店
- ワークマン弘前青山店
- カメラのキタムラ弘前・青山店
- ローソン弘前青山２丁目店
- セブン-イレブン弘前青山５丁目店
- タイヤ館青山
- ブックスモア青山店
- くるま工房
- ハードオフ/ホビーオフ弘前店

### 公共
- 弘前青山郵便局
- 宮園公園
- 青山公園

## 小・中学校の学区
市立小・中学校に通う場合、学区は以下の通りとなる。
| 町丁       | 番・番地 | 小学校           | 中学校             |
| ---------- | -------- | ---------------- | ------------------ |
| 青山一丁目 | 全域     | 弘前市立北小学校 | 弘前市立第一中学校 |
| 青山二丁目 | 全域     | 弘前市立北小学校 | 弘前市立第一中学校 |
| 青山三丁目 | 全域     | 弘前市立北小学校 | 弘前市立第一中学校 |
| 青山四丁目 | 全域     | 弘前市立北小学校 | 弘前市立第一中学校 |
| 青山五丁目 | 全域     | 弘前市立北小学校 | 弘前市立第一中学校 |

## 交通
- 弘南バス
  - 県営住宅前、宮園公園西口、保育所前、宮園北口（弘前駅 - 岩賀線）停留所。
  - 神田、ユニバース堅田店前、宮園公園前、宮園公園西口、県営住宅前（弘前駅 - 宮園団地線）停留所。